# Teius suquiensis
La lagartija (Teius suquiensis) es una especie de lagarto del género Teius. Es endémico de Argentina.

## Distribución y hábitos
Es un saurio endémico de la Argentina, donde se distribuye en las provincias de San Luis (dpto. La Capital: Daniel Donovan —33°21'S; 66°15'W—, Ciudad de San Luis —33°18'S; 66°22'W—, Ruta Prov. 3 —33°15'S; 66°18'W—; dpto. Cnel. Pringles: La Florida —33°08'S; 66°02'W—), Córdoba (Bialet Massé, dpto. Punilla; Villa del Rosario, dpto. Río Segundo; Montecristo, dpto. Río Primero), Santa Fe (dpto. 9 de Julio: Tostado, Estación El Nochero) así como en áreas cercanas en  Santiago del Estero. Habita en ambiente chaqueño, tanto de llanura como serrano, soportando alteraciones causadas por desmonte y prácticas ganaderas.
Alimentación
Su dieta se compone principalmente de termitas, escarabajos, larvas y saltamontes.
Reproducción
Su reproducción es mediante partenogénesis, una forma de reproducción basada en el desarrollo de células sexuales femeninas no fecundadas.

## Taxonomía
Teius suquiensis fue descrita originalmente en el año 1991 por los zoólogos Luciano Javier Ávila y Ricardo Armando Martori.
Ejemplar tipo
El ejemplar holotipo es el archivado con el código FML 02537; se designaron paratipos: UNRC-DCN-ZV, FML.
Localidad tipo
La localidad tipo según los descriptores es: “Bialet Massé (Villa Caeiro), Depto. Punilla, Prov. Córdoba, Argentina”.
Etimología
El nombre específico suquiensis refiere al río Suquía (anteriormente río Primero), donde la especie fue descubierta por primera vez.

## Conservación
En una clasificación del año 2012 esta lagartija fue categorizada como "No Amenazada".